# Новиков Анатолій Олександрович
Новиков Анатолій Олександрович — учений-літературознавець, доктор філологічних наук (2007), професор (2008), завідувач кафедри української мови, літератури та методики навчання, з вересня 2022 р. професор цієї кафедри Глухівського національного педагогічного університету імені Олександра Довженка.

## Біографічна довідка
Народився 7 листопада 1954 року в селі Безмятежне, Шевченківського району, Харківської області.1956 року родина переїхала на нове місце проживання — до села Сподобівки того ж Шевченківського району.
- 1970 р. — закінчив Сподобівську 8-річну школу ім. Марка Кропивницького.
- 1974 р. — закінчив Харківський автотранспортний технікум імені Серго Орджонікідзе.
- 1974—1976 рр. — на військовій службі.
- 1982 р. — закінчив російське відділення філологічного факультету Харківського державного університету імені О. М. Горького (тепер — Харківський національний університет ім. В. Н. Каразіна).
- 1991 р. — закінчив аспірантуру при кафедрі російської літератури Харківського державного педагогічного інституту ім. Г. С. Сковороди[1] (тепер — Харківський національний педагогічний університет ім. Г. С. Сковороди)
- 1991 р. — у Харківському державному педагогічному інституті ім. Г. С. Сковороди захистив кандидатську дисертацію «Грибоедов и Украина» (російська література).
- 2007 р. — в Інституті філології Київського національного університету імені Тараса Шевченка захистив докторську дисертацію «Марко Кропивницький і українська драматургія другої половини ХІХ — початку ХХ ст.».

## Викладацька діяльність
- З 1982 по 1984 рік — викладач російської мови та літератури в Ізюмському професійно-технічному училищі № 24 (Харківська область).
- З 1984 по 2009 рік — асистент, старший викладач, доцент, професор кафедри теорії та методики викладання філологічних дисциплін у початковій школі Харківського  національного педагогічного університету ім. Г. С. Сковороди.
- З 2009 року — завідувач кафедри української мови, літератури та методики навчання, з 01 вересня 2022 р. професор цієї кафедри Глухівського національного педагогічного університету імені Олександра Довженка[2].

Читає курси лекцій «Історія української літератури другої половини ХІХ ст.», «Основні напрями сучасного літературного процесу», веде низку спецкурсів, присвячених історії українського театру і сучасній українській літературі, керує підготовкою кандидатських дисертацій та дипломних робіт.

## Наукові здобутки
Основні напрямки наукових досліджень українська драматургія й театр, сучасна українська література.
Автор понад 200 наукових праць. Серед них монографії:
1. Новиков А. О. Марко Кропивницький і Харківщина. Розвідки, гіпотези, документи. Монографія / Анатолій Олександрович Новиков. — Харків: Майдан, 2000. — 184 с.
2. Новиков А. О. Слобожанський драматичний театр. Нариси історії. Монографія / Анатолій Олександрович Новиков.  – Харків: ХДПУ, 2002—109 с.
3. Новиков А. О. Художній універсум Марка Кропивницького Монографія / Анатолій Олександрович Новиков. –  Харків: Майдан, 2006. — 352 с.
4. Новиков А. Українська драматургія й театр від найдавніших часів до початку ХХ ст.: монографія / Анатолій Олександрович Новиков. — Харків: Сага, 2011. — 408 с.
5. Новиков А. Український театр і  драматургія: від найдавніших часів до початку ХХ ст.: монографія / Анатолій Олександрович Новиков. — Харків: Харківське історико-філологічне товариство, 2015. — 412 с.
6. Новиков А., Троша Н., Максимчук-Макаренко С. Літературні пріоритети Олександра Довженка: монографія / А. О. Новиков, Н. В. Троша, С. О. Максимчук-Макаренко / за ред. проф. А. О. Новикова. — Суми: Видавництво Вінниченка Миколи Дмитровича, 2016.  — 212 с.\
7. Новиков А.Учитель корифеїв: життя Марка Кропивницького. Харків: ХІФТ, 2019. 248 с.
8. Курок О. І., Кузнецова Г. П., Новиков А. О., Троша Н. В. та ін.  Олександр Довженко в рецепції сучасної наукової думки: колективна монографія / за ред.  А. О. Новикова. Харків: ХІФТ, 2019. 416 с.

9. Новиков А. Театр. Історія української літератури. У 12 т. Т.7. Кн.1. Література 80-90-х років.К.: Наукова думка, 2020. С.120 -132.
10.Новиков А. Марко Кропивницький.Історія української літератури. У 12 т. Т.7. Кн.2. Література 80-90-х років.К.: Наукова думка, 2021. С.159 - 218. 
```
        
Навчальні посібники
:
```

1. Новиков А. О. Современный русский язык. Синтаксис. Учебное пособие  / Анатолий Александрович Новиков. — Харьков: ХНПУ, 2008.  – 56 с.
2. Новиков А. О. Український театр на уроках літератури. Навч. посібн.  / Анатолій Олександрович Новиков. –  Харків: Основа, 2011. — 110 с.
3. Новиков А. О. Українська драматургія на уроках літератури: навчальний посібник  / Анатолій Олександрович Новиков. –   Харків: Основа, 2012. — 159 с.
4. Новиков А. О., Гриневич В. Й., Привалова С. П., Максимчук-Макаренко С. О.,Троша Н. В. Вивчення творчості  Олександра Довженка в  школі / А. О. Новиков, В. Й. Гриневич, С. П. Привалова, С. О. Максимчук-Макаренко, Н. В. Троша: навчальний посібник / За ред. проф. А. О. Новикова. — Харків: Основа, 2014. — 144 с.
5. Новиков А. О. Український театр у загальноосвітній школі (XVII — перша половина ХІХ ст.): навчальний посібник  / Анатолій Олександрович Новиков. –  Харків: Основа, 2016. — 128 с.

Основні статті
1. Новиков А. Звертаючись до духовного батька (Шевченківський контекст творчості Марка Кропивницького) / Анатолій Новиков // Українська мова й література в середніх школах, гімназіях, ліцеях та колегіумах. –2002. — № 3. — С. 76 — 80.
2. Новиков А.  «Титарівна» Тараса Шевченка й Марка Кропивницького / Анатолій Новиков // Українська мова і література в школі. — 2004. — № 3. — С. 67– 70.
3. Новиков А. Образ української жінки-страдниці в п'єсах драматургів театру корифеїв / Анатолій Новиков // Дивослово. — 2004. –  № 7. — С. 55 — 58.
4. Новиков А. Українська культура й російська ксенофобія. До питання національної драматургії другої половини ХІХ — початку ХХ ст. / Анатолій Новиков // Дивослово. — 2005. — № 6. — С. 52 — 56.
5. Новиков А. З історії дитячого театру Марка Кропивницького / Анатолій Новиков //  Українська література в  загальноосвітній школі. — 2007.– № 8. — С. 32 — 36
6. Новиков А. З історії українського професійного театру / Анатолій Новиков //  Українська мова і література в школі. — 2007. — № 6. — С. 37 –41.
7. Новиков А. Творчість Михайла Старицького в контексті літературно-мистецького процесу доби / Анатолій Новиков  // Українська мова і література в школі. — 2008. — № 4. — С. 49 — 54.
8. Новиков А. Національні пріоритети  Івана Котляревського / Анатолій Новиков // Українська література в загальноосвітній школі. — 2008.– № 10. — С. 8 — 11.
9. Новиков А. Дискурс злочину й кари в українській драматургії кінця ХІХ — початку ХХ ст. / Анатолій Новиков // Література. Фольклор. Проблеми поетики: Зб. наук. праць. — Вип. 31. — Ч.1 / Редкол.:  А. В. Козлов (відп. ред.) та ін. — К: Твім інтер, 2008. — С. 68 — 78.
10. Новиков А. Драматургія Марка Кропивницького: від традиційної драми до нової європейської естетичної системи / Анатолій Новиков // Наукові записки. — Випуск 79. — Серія: Філологічні науки (літературознавство). — Кіровоград: РВВ КДПУ ім. В. Винниченка, 2008. –С. 47  – 59.
11. Новиков А. Григорій Квітка-Основ'яненко й український театр / Анатолій Новиков // Українська мова і література в школі. — 2009. — № 1. — С. 54 — 59.
12. Новиков А. Гоголівські традиції у творчості драматургів театру корифеїв / Анатолій Новиков //Дивослово. — 2009. — № 4. — С. 51 — 55.
13. Новиков А. І. Карпенко-Карий в контексті літературно-мистецького життя другої половини ХІХ –початку ХХ ст. / Анатолій Новиков // Українська література загальноосвітній школі. — 2009.– № 7 — 8. — С. 17 — 23.
14. Новиков А. Украина в творческих  замыслах Александра Грибоедова  / А. Новиков // Літератури світу: поетика, ментальність і духовність. Збірник наукових праць. Випуск 1.– Кривий Ріг, 2013. — С. 139—151.
15. Новиков А. Фольклорно-міфологічне  підґрунтя злочину в повісті Оксани Забужко «Казка  про калинову сопілку» / Анатолій Новиков // Літератури світу: поетика, ментальність і духовність. Збірник наукових праць. Випуск 2.– Кривий Ріг, 2013. — С. 149—156.
16. Новиков А. Театр абсурду Олексія Чугуя / Анатолій Новиков // Українська література в загальноосвітній школі. — 2013.– № 12. — С. 11  – 13
17. Новиков А. О. Гоголівський дискурс  роману Ліни Костенко  «Записки українського самашедшого» / Анатолій Новиков // Літератури світу: поетика, ментальність і духовність. Збірник наукових праць. Випуск 4. — Кривий Ріг, 2014. — С. 211—220.
18. Новиков А. Шевченко і театр / Анатолій Новиков // Науковий вісник Миколаївського національного університету імені В. О. Сухомлинського. Філологічні науки (літературознавство): збірник наукових праць / за ред. О. С. Філатової. — № 1 (15). — квітень 2015. — С. 112—116.
19. Новиков А. О. Дискурс національно-визвольних змагань в сучасній українській драматургії (за матеріалами творів М. Куця та О. Чугуя) / Анатолій Олександрович Новиков // Психолого-педагогічні основи гуманізації навчально-виховного процесу в школі та ВНЗ: збірник наукових праць. — № 1 (13). — Рівне: РВЦ МЕГУ ім. акад. С. Дем'янчука, 2015. — С. 255—261.
20. Новиков А. О. Драма І. Карпенка-Карого «Мазепа» на тлі літературного й суспільно-політичного життя ХІХ ст. //  Літератури світу: поетика, ментальність і духовність. Збірник наукових праць. Випуск 6. — Кривий Ріг, 2015. — С. 58 — 68.
21. Новиков А. Концепти «добро» і «зло» в художньому світі Олександра Довженка / Анатолій Новиков // Науковий вісник Миколаївського національного університету імені В. О. Сухомлинського. Філологічні науки (літературознавство): збірник наукових праць / за ред.. О. С. Філатової. — № 2 (16). — жовтень 2015. — С. 197—202.
22. Новиков А. О. Роман Оксани Забужко «Музей покинутих секретів»: основні теми і образи / Анатолій Новиков // Науковий вісник Міжнародного гуманітарного університету. Серія: «Філологія»: збірник наукових праць. Випуск 19, том 2. — Одеса,  2015. — С. 39 — 42.
23. Новиков А. Українська історія крізь призму творчості Василя Шкляра / Анатолій Новиков // Науковий вісник Міжнародного гуманітарного університету. Серія: «Філологія»: збірник наукових праць. Випуск 21, том 1. — Одеса,  2016. — С. 20 — 23.
24. Новиков А. Російсько-українська війна крізь призму роману Сергія Лойка «Аеропорт» / Анатолій Новиков // Літератури світу: поетика, ментальність і духовність. Збірник наукових праць. Випуск 7. — Кривий Ріг, 2016. — С. 161—171.
25. Новиков А. О. Роман Марії Матіос «Солодка Даруся» як вирок комуністично-кадебістському режиму / А. О. Новиков //  Наукові записки Тернопільського національного  педагогічного  університету імені  Володимира Гнатюка. Серія: Літературознавство / За ред. д. ф. н. М. П. Ткачука. — Тернопіль: ТНПУ, 2016. — Вип. 45. — С. 59 — 71.
26. Новиков А. О. Дискурс жертовності і зради у драматургії Л. Старицької-Черняхівської й В. Шевчука. Науковий вісник Міжнародного гуманітарного університету. Серія: «Філологія»: збірник наукових праць. Випуск 30, том 1. Одеса, 2017. С. 110—113.
27. Новиков А. О. «Мене тут, по сцені, вважають апостолом»: Марко Кропивницький і західноукраїнський театр. Науковий вісник Міжнародного гуманітарного університету. Серія: «Філологія»: збірник наукових праць. Випуск 31, том 1. Одеса, 2017.  С. 67 — 69.
28. Новиков А. Рецепція гоголівських образів у романі Василя Шкляра «Чорний Ворон». Науковий вісник Миколаївського національного університету імені В. О. Сухомлинського. Філологічні науки (літературознавство): збірник наукових праць / за ред. Оксани Філатової.  № 1 (21), квітень 2018. Миколаїв: МНУ імені В. О. Сухомлинського, 2018.  С.101 — 105.
29. Новиков А. Творчість Марка Кропивницького в рецепції Івана Франка. Літератури світу: поетика, ментальність і духовність. Збірник наукових праць. Випуск 13. Кривий Ріг, 2019. С. 130—137.
30. Новиков А. Геній на роздоріжжі: харківський період Олександра Довженка. Науковий вісник Міжнародного гуманітарного університету. Серія: «Філологія»: збірник наукових праць. Випуск 41, том 1. Одеса, 2019. С. 51–55.

## Нагороди
Нагороджений знаком «Ушинський К. Д.», почесними грамотами Академії педагогічних наук України, Харківського національного педагогічного університету ім. Г. С. Сковороди, Глухівського національного педагогічного університету ім. Олександра Довженка.